# Million Dollar Point
Koordinaten: 15° 31′ 33″ S, 167° 14′ 45″ O
Million Dollar Point bezeichnet ein Meeresgebiet vor der Küste von Espiritu Santo, der Hauptinsel des Pazifikstaates Vanuatu, an dem das US-Militär nach dem Zweiten Weltkrieg eigenes, nicht mehr benötigtes Kriegsmaterial versenkt hat, um die Kosten für den Rücktransport zu sparen. Heute befindet sich dort ein wegen dieser Hinterlassenschaften beliebtes Tauchgebiet; auch am nahen Strand finden sich Reste des Materials.

## Lage
Million Dollar Point liegt im Südosten von Espiritu Santo, etwa sieben Kilometer östlich von Luganville, dem Hauptort der Provinz Sanma. In der Nähe liegt der Santo-Pekoa International Airport, der während des Krieges – noch unter den Namen Luganville Airfield, Bomber Field No. 2 oder Pekoa Field – von den Amerikanern gebaut wurde.

## Geschichte
Die Inselgruppe der Neuen Hebriden war seit 1906 ein britisch-französisches Kondominium. Als Frankreich 1940 einen Waffenstillstand mit dem Deutschen Reich unterzeichnen musste, stellten sich die französischen Inselbewohner auf die Seite de Gaulles. Im Frühjahr 1942 erreichten japanische Truppen die nahen Salomon-Inseln. Daraufhin landeten amerikanische Truppen im Mai 1942 auf den Neuen Hebriden, um eine Eroberung durch die Japaner zu verhindern.
Da von britischer und französischer Seite aus nichts zur Verteidigung der Inseln vorbereitet worden war, errichteten die Amerikaner zwei Militärbasen auf den Inseln. Die größere der beiden, Buttons auf Espiritu Santo, wurde in kurzer Zeit von 100.000 Soldaten errichtet, wodurch sich die Bevölkerungszahl der Insel verdoppelte. Anschließend wurden große Materialmengen auf die Insel gebracht, um von dort die südpazifischen Streitkräfte zu versorgen.
Tatsächlich waren die benötigten Mengen für den Krieg in dieser Region zu großzügig berechnet, da die Neuen Hebriden schon ein halbes Jahr später fern der Front lagen. Der Flugplatz, der südlichste der amerikanischen Truppen im Pazifik, diente hauptsächlich noch als Ziel von Flügen mit Verwundeten und als Umschlagplatz von Kampfmaterial.
Zum Kriegsende befanden sich etwa neun Millionen Tonnen Material im Wert von fast vier Milliarden Dollar auf der Insel. Weil die Verschiffung zurück nach Amerika teuer gewesen wäre, es nur noch wenige Soldaten auf der Insel gab und das Material nach den Jahren im tropischen Klima in Mitleidenschaft gezogen war, sollte es nicht zurücktransportiert werden. Ein Angebot der Amerikaner an die Verwaltung des Kondominiums, die Fahrzeuge, Baumaschinen und anderes Arbeitsmaterial für einen Bruchteil des realen Wertes (zehn US-Cents pro Kilogramm) zu kaufen, wurde abgelehnt, da man darauf spekulierte, dass man nach dem Abzug der Amerikaner die zurückgelassenen Gegenstände ohne zu zahlen in Besitz nehmen könnte. Stattdessen zerstörten die Amerikaner die Geräte und versenkten sie zwischen August 1945 und Dezember 1947 im Meer. Die einheimische Bevölkerung konnte nur zusehen, wie die Seabees, die Bautruppen der US Navy, Material über eine Rampe ins Meer kippten, das zu geschätzten 90 % aus nicht-militärischen Gegenständen bestand und gut von den Bewohnern hätte genutzt werden können.
Heutzutage ist die mittlerweile wegen der versenkten Werte Million Dollar Point genannte Stelle ein beliebtes Tauchgebiet, wo man Militärgüter, Fahrzeuge, Kleiderkisten und Cola-Kisten finden kann. In der Nähe liegt zudem das Wrack der SS President Coolidge, die am 26. Oktober 1942 durch zwei Seeminen versenkt wurde.